# Angel's Pulse
Angel's Pulse es un álbum mixtape del artista Dev Hynes grabado bajo el nombre artístico Blood Orange. Fue publicado el 12 de julio de 2019 por Domino Recording Company. Es su primer lanzamiento desde su cuarto álbum de estudio, Negro Swan (2018). Originalmente publicado en formato digital, fue publicado en formatos CD, vinilo y cassette el 4 de octubre de 2019.

## Promoción
En The Late Late Show with James Corden el 16 de abril de 2019, Dev Hynes interpretó "Something to Do" y "Dark & Handsome" por primera vez.
Un vídeo musical para "Benzo" fue publicado el 15 de julio de 2019. Fue dirigido por Dev Hynes. En el vídeo, Ian Iisah se presenta como un aristócrata, mientras que Hynes se presenta como un violonchelista. Un vídeo musical para "Dark & Handsome" fue publicado el 28 de octubre de 2019. Dirigido por Dev Hynes, el video incluye una breve aparición de Toro y Moi, quien también aparece en la canción.

## Lista de canciones
| N.º | Título                                                 | Duración |  |
| 1.  | «I Wanna C U»                                          | 1:14     |  |
| 2.  | «Something to Do»                                      | 0:51     |  |
| 3.  | «Dark & Handsome» (con Toro y Moi)                     | 2:33     |  |
| 4.  | «Benzo»                                                | 2:30     |  |
| 5.  | «Birmingham» (con Kelsey Lu y Ian Isiah)               | 1:33     |  |
| 6.  | «Good for You» (con Justine Skye)                      | 2:22     |  |
| 7.  | «Baby Florence (Figure)»                               | 2:57     |  |
| 8.  | «Gold Teeth» (con Project Pat, Gangsta Boo, y Tinashe) | 3:01     |  |
| 9.  | «Berlin» (con Porches y Ian Isiah)                     | 1:58     |  |
| 10. | «Tuesday Feeling (Choose to Stay)» (con Tinashe)       | 2:57     |  |
| 11. | «Seven Hours Part 1» (con Benny Revival)               | 2:40     |  |
| 12. | «Take It Back» (con Arca, Joba, y Justine Skye)        | 4:22     |  |
| 13. | «Happiness»                                            | 2:09     |  |
| 14. | «Today»                                                | 1:19     |  |

## Posicionamiento en listas
| Listas (2019)                           | Posicionamiento |
| --------------------------------------- | --------------- |
| Lithuanian Albums (AGATA)               | 72              |
| Reino Unido (UK R&B Albums)             | 33              |
| Estados Unidos (Billboard 200)          | 163             |
| Estados Unidos (Independent Albums)     | 40              |
| Estados Unidos (Top Alternative Albums) | 14              |